# La Noria de Minitas
La Noria de Minitas är en ort i Mexiko.   Den ligger i kommunen Choix och delstaten Sinaloa, i den västra delen av landet, 1 200 km nordväst om huvudstaden Mexico City. La Noria de Minitas ligger 529 meter över havet och antalet invånare är 107.
Terrängen runt La Noria de Minitas är huvudsakligen kuperad. La Noria de Minitas ligger nere i en dal. Runt La Noria de Minitas är det mycket glesbefolkat, med 7 invånare per kvadratkilometer. Närmaste större samhälle är Agua Caliente Grande, 17,9 km väster om La Noria de Minitas. I omgivningarna runt La Noria de Minitas växer huvudsakligen savannskog.